# Olympische Sommerspiele 1992/Teilnehmer (Österreich)
| Gelbes Symbol für Goldmedaillen mit stilisierten Olympischen Ringen | Graues Symbol für Silbermedaillen mit stilisierten Olympischen Ringen | Braundes Symbol für Bronzemedaillen mit stilisierten Olympischen Ringen |
| ------------------------------------------------------------------- | --------------------------------------------------------------------- | ----------------------------------------------------------------------- |
| —                                                                   | 2                                                                     | —                                                                       |

Österreich nahm an den Olympischen Sommerspielen 1992 in Barcelona mit einer Delegation von 102 Sportlern teil, davon 71 Männer und 31 Frauen.

## Flaggenträger
Die Dressurreiterin Elisabeth Max-Theurer trug die Flagge Österreichs während der Eröffnungsfeier im Estadi Olímpic Lluís Companys.

## Medaillen

### Silber
- Boris Boor, Thomas Frühmann, Jörg Münzner, Hugo Simon: Springreiten Team
- Arnold Jonke, Christoph Zerbst: Rudern, Doppelzweier

## Teilnehmer nach Sportart

### Badminton
- Hannes Fuchs
Herren, Einzel: 2. Runde
Herren, Doppel: 2. Runde
- Jürgen Koch
Herren, Einzel: 2. Runde
Herren, Doppel: 2. Runde

### Fechten
- Robert Blaschka
Herren, Florett-Mannschaft: 11. Platz
- Michael Ludwig
Herren, Florett Einzel: 31. Platz
Herren, Florett-Team: 11. Platz
- Merten Mauritz
Herren, Florett-Team: 11. Platz
- Anatol Richter
Herren, Florett Einzel: 11. Platz
Herren, Florett-Team: 11. Platz
- Joachim Wendt
Herren, Florett Einzel: 8. Platz
Herren, Florett-Team: 11. Platz

### Handball Damen
- Stanka Bozovic
- Slavica Đukić
- Jadranka Jez
- Kerstin Joensson
- Jasna Kolar-Merdan
- Edith Matei
- Iris Morhammer
- Nicole Peissl
- Karin Prokop
- Marianna Racz
- Natascha Rusnachenko
- Barbara Strass
- Liliana Topea
- Teresa Żurowska
  - 5. Platz

### Judo
- Michaela Bornemann
Damen, Ultraleichtgewicht: 9. Platz
- Barbara Eck
Damen, Leichtgewicht: 9. Platz
- Norbert Haimberger
Herren, Leichtgewicht: 22. Platz
- Manfred Hiptmair
Herren, Superleichtgewicht: 9. Platz
- Susanne Profanter
Damen, Halbmittelgewicht: 16. Platz
- Anton Summer
Herren, Halbmittelgewicht: 18. Platz

### Kanu

#### Kanurennen
- Uschi Profanter
Damen, Kajak-Einer 500 m: 5. Platz

#### Kanuslalom
- Gregor Becke
Herren, Kajak-Einer: 33. Platz
- Manuel Köhler
Herren, Kajak-Einer: 17. Platz
- Horst Pock
Herren, Kajak-Einer: 12. Platz

### Leichtathletik
- Andreas Berger
Herren, 100 m: 1. Runde
Herren, 200 m: 2. Runde
Herren, 4 × 100 m Staffel: 7. Platz
- Klaus Bodenmüller
Herren, Kugelstoßen: 6. Platz
- Michael Buchleitner
Herren, 3000 m Hindernis: 1. Runde
- Gernot Kellermayr
Herren, Zehnkampf: 11. Platz
- Theresia Kiesl
Damen, 1500 m: 2. Runde
- Sigrid Kirchmann
Damen, Hochsprung: 5. Platz
- Hans Lindner
Herren, Hammerwurf: 9. Platz
- Ljudmila Ninova
Damen, Weitsprung: 12. Platz
- Christoph Pöstinger
Herren, 200 m: 2. Runde
Herren, 4 × 100 m Staffel: 7. Platz
- Franz Ratzenberger
Herren, 4 × 100 m Staffel: 7. Platz
- Thomas Renner
Herren, 4 × 100 m Staffel: 7. Platz
- Herwig Röttl
Herren, 110 m Hürden: 2. Runde
- Helmut Schmuck
Herren, Marathon: 47. Platz
- Sabine Tröger
Damen, 100 m: 2. Runde
Damen, 200 m: 2. Runde
- Ursula Weber
Damen, Diskuswurf: 27. Platz
- Stephan Wögerbauer
Herren, 50 km Gehen: 26. Platz

### Radsport

#### Bahn
- Christian Meidlinger
Herren, 1000 m Zeitfahren: 13. Platz
- Franz Stocher
Herren, Punktefahren: 9. Platz

#### Straße
- Andreas Langl
Herren, Straßenrennen: 54. Platz
- Peter Luttenberger
Herren, Straßenrennen: 29. Platz
- Georg Totschnig
Herren, Straßenrennen: 56. Platz

### Reiten
- Boris Boor
Herren, Springen Einzel: Qualifikation
Herren, Springen Mannschaft: Silber
- Thomas Frühmann
Herren, Springen Einzel: DNF
Herren, Springen Mannschaft: Silber
- Sissy Max-Theurer
Damen, Dressur Einzel: 8. Platz
- Jörg Münzner
Herren, Springen Einzel: Qualifikation
Herren, Springen Mannschaft: Silber
- Hugo Simon
Herren, Springen Einzel: DNF
Herren, Springen Mannschaft: Silber

### Ringen
- Anton Marchl
Herren, Weltergewicht, griechisch-römisch: 6. Platz
- Franz Marx
Herren, Halbschwergewicht, griechisch-römisch: 9. Platz

### Rudern
- Hermann Bauer/Karl Sinzinger
Herren, Zweier ohne Steuermann: 12. Platz
- Harald Faderbauer
Herren, Einer: 8. Platz
- Markus Irle, Dietmar Kuttelwascher/Volkmar Kuttelwascher
Herren, Zweier mit Steuermann: 10. Platz
- Arnold Jonke/Christoph Zerbst
Herren, Doppelzweier: Silber
- Walter Kaiser, Horst Nußbaumer, Gert Port, Günther Schuster
Herren, Doppelvierer: 14. Platz

### Schießen
- Thomas Farnik
Herren, Luftgewehr 10 m: 6. Platz
Herren, Kleinkaliber Dreistellungskampf 50 Meter: 14. Platz
- Josef Hahnenkamp
Herren, Skeet: 33. Platz
- Jana Kubala
Damen, Luftpistole 10 m: 12. Platz
Damen, Kombinationspistole, 25 m: 14. Platz
- Wolfram Waibel junior
Herren, Luftgewehr 10 m: 11. Platz
Herren, Kleinkaliber Dreistellungskampf 50 Meter: 38. Platz
Herren, Kleinkaliber liegend 50 Meter: 11. Platz
- Wolfram Waibel senior
Herren, Kleinkaliber liegend 50 Meter: 31. Platz

### Schwimmen
- Alexander Brandl
Herren, 100 m Schmetterling: 26. Platz
Herren, 200 m Schmetterling: 32. Platz
- Beatrix Müllner
Synchronschwimmen, Einzel: 17. Platz (Qualifikation)
Synchronschwimmen, Doppel: 13. Platz (Qualifikation)
- Christine Müllner
Synchronschwimmen, Einzel: Vorrunde
Synchronschwimmen, Doppel: 13. Platz (Qualifikation)
- Martina Nemec
Damen, 100 m Brust: 25. Platz
Damen, 200 m Brust: 25. Platz
Damen, 200 m Freistil: 27. Platz

### Segeln
- Christian Binder/Markus Piso
Herren, 470er: 26. Platz
- Friedrich Gruber/Hubert Raudaschl
Offene Klassen, Star: 20. Platz
- Andreas Hagara/Roman Hagara
Offene Klassen, Tornado: 7. Platz
- Stefan Lindner, Michael Luschan, Georg Stadler
Offene Klassen, Soling: 19. Platz
- Markus Schneeberger/Stephan Schurich
Offene Klassen, Flying Dutchman: 16. Platz
- Christoph Sieber
Herren, Windsurfen: 5. Platz
- Hans Spitzauer
Herren, Finn-Dinghy: 8. Platz

### Tennis
- Thomas Muster
Einzel, Herren: 1. Runde
- Barbara Paulus
Einzel, Damen: 2. Runde
- Petra Schwarz-Ritter
1. Runde
Doppel, Damen: Achtelfinale
- Horst Skoff
Einzel, Herren: 1. Runde
- Judith Wiesner
Einzel, Damen: 1. Runde
Doppel, Damen: Achtelfinale

### Tischtennis
- Erich Amplatz
Herren, Doppel: Gruppenphase
- Yi Ding
Herren, Einzel: Viertelfinale
Herren, Doppel: Gruppenphase

### Wasserspringen
- Jürgen Richter
Herren, 3-m-Brett: 24. Platz (Qualifikation)
- Niki Stajković
Herren, 3-m-Brett: 22. Platz (Qualifikation)